# 別走
〈別走〉（英語：Can't Let Go）是美國女歌手瑪麗亞·凱莉在1991年10月發行的單曲，這首單曲獲得告示牌單曲榜亞軍以及當代成人抒情榜冠軍的成績。

## 內容

### 歌曲簡介
〈別走〉收錄於瑪麗亞·凱莉第二張錄音室專輯《情感》（英語：Emotions），也是從該專輯中推出的第二首單曲。瑪麗亞·凱莉和華特·亞凡瑟夫（Walter Afanasieff）兩人共同創作與製作〈別走〉，這已不是兩人第一次合作，瑪麗亞·凱莉三週冠軍單曲〈愛需要時間〉就是由華特·亞凡瑟夫擔任製作人。〈別走〉是一首悲傷的抒情歌曲，描述對於已逝的戀情仍無法忘懷。在上一首單曲〈情感〉中，瑪麗亞·凱莉盡情恣意的狂飆高音，卻在〈別走〉中改變以大量低音氣聲的唱腔，整張專輯中有許多這種反差極大的歌曲，可見歌手急欲表現其唱功的心態。

### 商業成績
〈別走〉在1991年11月16日進入告示牌單曲榜，首週成績第42名，上一首單曲〈情感〉尚在第18名名次緩慢下降中。〈別走〉在1992年1月25日來到它的最高名次第2名，因受阻於塗鴉合唱團（Color Me Badd）的〈All 4 Love〉只能飲恨屈居亞軍。〈別走〉在1992年告示牌年終單曲榜位居第23名。〈別走〉在當代成人抒情榜摘下冠軍，成為瑪麗亞·凱莉第四首該榜冠軍單曲。
〈別走〉在英國單曲榜成績為第20名。

### 獎項紀錄評價
〈別走〉拿下單曲榜第2名，中斷了瑪麗亞·凱莉自出道單曲開始奪得六連冠的紀錄，不過自出道單曲就能五連冠的紀錄也是所有藝人之最。